# 荒巻卓見
荒巻卓見（あらまき たくみ、） 日本の建築工学者。ものつくり大学助教・博士（工学）。
専門は建設材料・施工、コンクリート工学で、研究実績・業績は、
コンクリートの物理的・力学的性質の調査、コンクリート表面の仕上がり状態の評価、
建築物・土木構造物の調査診断技術、鉄筋コンクリート工事の施工に関する研究、
建設現場の実態調査、鉄筋コンクリート工事の施工技術、等。

## 主要経歴
流通経済大学付属柏高等学校から
ものつくり大学技能工芸学部 建設学科 卒業。
ものつくり大学大学院ものつくり学研究科 ものつくり学専攻 修士課程修了。
日本大学大学院理工学研究科 建築学専攻 博士後期課程修了。
日本大学生産工学部 ポスト・ドクトラル・フェロー
日本大学理工学部 まちづくり工学科助手。
2021年からものつくり大学 技能工芸学部建設学科 赴任。
2018年から 日本建築学会 材料施工専門研究委員会委員。
2015年から 現在日本コンクリート工学会 基本技術調査委員会準備工WG。
2012年 日本建築仕上学会　学会賞・卒業研究賞（学生研究奨励賞）受賞。
2018年 第72回セメント技術大会優秀講演賞。 
2017年 コンクリート工学講演会年次論文奨励賞。
2016年度日本建築学会大会 材料施工部門 学術講演会若手優秀発表賞。